# Algemene Veen
Het Algemene Veen is een natuurgebied van ca. 13 hectare groot in de Gelderse gemeente Hattem. Het ten zuidoosten van de stad Hattem nabij de rivier de IJssel en het Apeldoorns Kanaal liggende gebied is een restant van de Hattemse broekgronden die ingericht werden als industrieterrein. De hoger dan de omgeving gelegen zandrug kent zowel bos en heide als kolken. Dit resulteert in een grote variatie aan biotopen.

## Geschiedenis
Het gebied was waarschijnlijk ooit een cadeau van de Hertog van Gelre aan de stad Hattem. De nabij gelegen Hoenwaard was al in 1401 in gebruik als weidegrond. De kolken ontstonden doordat de rivier plaatselijk de dekzandrug doorbrak. Een dijkje dat door het gebied loopt is aangelegd om dit te herstellen. In de 19e eeuw bevond zich bij de Daendelskolk een rustplaats voor rondtrekkende woonwagenbewoners. In het jaar 2000 droeg de gemeente Hattem het reservaat over aan Het Geldersch Landschap.

## Flora
Met heide en jeneverbesstruweel begroeide zandige hoogten vormen een belangrijk onderdeel van het Algemene Veen. Men laat er jaarlijks gedurende een beperkte periode een kudde Veluwse heideschapen grazen, zodat de heide niet dichtgroeit met opslag. De dicht bij elkaar staande zeer oude jeneverbesstruiken werden al in 1938 door de botanicus Heimans beschreven. Het beheer is vooral gericht op bescherming van deze kwetsbare en daardoor zeldzame inlandse conifeer. Bij de Daendelskolk komt onder andere borstelgras en wateraardbei voor. Verder bestaat het gebied vooral uit gemengd eiken- en beukenbos.

## Fauna
In het bos leven reeën en konijnen, ook de vos wordt in het gebied gesignaleerd. Spechten zijn er in grote aantallen en er worden ook ijsvogels en reigers waargenomen. De door Heimans in 1938 gevonden knoflookpad komt hier nu niet meer voor. Deze pad is in 1994 voor het laatst gesignaleerd. Het terrein is in principe nog wel geschikt voor de soort. Na het jaar 2000 zijn beheermaatregelen genomen om hervestiging van deze amfibie, die als zeer zeldzaam op de rode lijst staat, te bevorderen.